# Psychotria damnatorum
Psychotria damnatorum là một loài thực vật có hoa trong họ Thiến thảo. Loài này được Guillaumin miêu tả khoa học đầu tiên năm 1961.